# Prolepsis costaricensis
Prolepsis costaricensis är en tvåvingeart som beskrevs av Lamas 1973. Prolepsis costaricensis ingår i släktet Prolepsis och familjen rovflugor.
Artens utbredningsområde är Costa Rica. Inga underarter finns listade i Catalogue of Life.